# Aleksandra Kasznik-Christian
Aleksandra Kasznik-Christian (ur. 1943 w Krakowie) – polska historyczka, profesor nauk humanistycznych.
Specjalizuje się w historii Francji i Afryki Północnej oraz kolonializmie francuskim. Pełniła funkcję kierowniczki Katedry Afryki Północnej w Instytucie Studiów Wschodnich Krakowskiej Akademii im. Andrzeja Frycza Modrzewskiego.

## Publikacje
- Abd el-Kader: 1808–1883. Geneza nowożytnej Algierii (1977)
- Między Francją a Algierią. Z dziejów Emigracji Polskiej: 1832–1856 (1977)
- W cieniu kolonializmu = A l’ombre du colonialisme: oblicze polityczne Kościoła francuskiego w Afryce Północnej: wiek XIX = l’image politique de l’Église de France en Afrique du Nord = XIX siècle (1985)
- Wojna algierska 1954–1962. U źródeł niepodległej państwowości (2001)
- Algieria (2006); seria Historia państw świata w XX wieku